# Amintinus minutissimus
Amintinus minutissimus är en skalbaggsart som först beskrevs av Damoisseau 1968.  Amintinus minutissimus ingår i släktet Amintinus och familjen kapuschongbaggar. Inga underarter finns listade i Catalogue of Life.